# Franciszek Groër

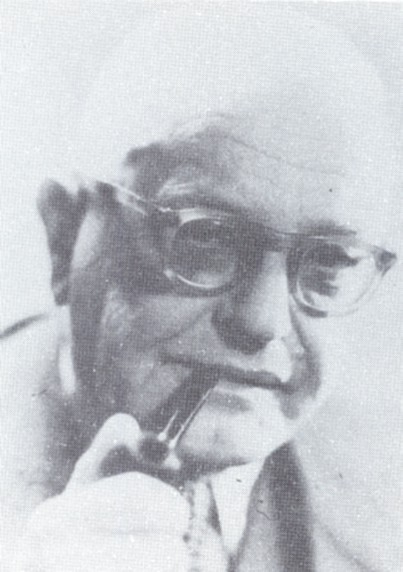
Franciszek Groër

Franciszek Józef Stefan Groër, auch Franz von Gröer (geboren am 19. April 1887 in Bielitz; gestorben am 16. Februar 1965 in Warschau), war ein polnischer Kinderarzt, Professor an der Jan-Kazimierz-Universität in Lwiw, später Direktor des Instituts für Mutter und Kind in Warschau.

## Ausbildung
Der Großvater, Franciszek Ksawery Groër (1807–1876), war ein polnischer Chirurg. Groër besuchte Gymnasien in Warschau und St. Petersburg. Von 1905 bis 1906 studierte er am Konservatorium in Warschau Musik, bevor er 1906–1911 das Medizinstudium in Breslau aufnahm, wo er 1912  promovierte. Von 1913 bis 1914 war er Assistent am Immunologischen und Biochemischen Laboratorium in Wien, und von 1914 bis 1919 war er Assistent an der Abteilung und Klinik für Kinderheilkunde der Universität Wien unter Clemens von Pirquet, bei dem er sich 1916 habilitierte.

## Professor in Lemberg
Von 1919 bis 1939 war er Professor (ab 1923 ordentlicher Professor) an der Jan-Kazimierz-Universität in Lemberg und Leiter der Kinderklinik der medizinischen Fakultät der Jagiellonen-Universität. Ab 1924 war er aktives Mitglied der Lemberger Wissenschaftlichen Gesellschaft, ab 1931 korrespondierendes Mitglied und ab 1948 Mitglied der PAU, ab 1933 korrespondierendes Mitglied der Warschauer Wissenschaftlichen Gesellschaft, ab 1938 der Lemberger Fotografischen Gesellschaft und ab 1954 korrespondierendes Mitglied der Polnischen Akademie der Wissenschaften. Darüber hinaus war er Vorsitzender der Gesellschaft der Musik- und Opernfreunde in Lemberg und Verwaltungsdirektor der Lemberger Oper (1931–1933) sowie Fotograf – ab 1954 war er ordentliches Mitglied des Verbands der polnischen Künstlerfotografen.
Während der sowjetischen Besatzung von Lemberg (1939–1941) blieb er Leiter der Kinderklinik. Diese Funktion hatte er auch während der deutschen Besetzung von Lemberg (1941–1944) und nach der Wiederbesetzung Lembergs durch die UdSSR (1944–1946) inne.
Nach der Verhaftung Dutzender polnischer Professoren und deren Ermordung während des Lemberger Professorenmordes nach dem Einmarsch der Deutschen in der Nacht des 3. Juli 1941 wurde er als einziger aus der Gruppe der in dieser Nacht auf den Wuleckie-Bergen ermordeten Professoren freigelassen, wahrscheinlich wegen seiner englischen Frau, Cecily Cunnings.

## Deportation nach Kriegsende
Nach der Deportation der polnischen Bevölkerung aus Lemberg ging er zunächst nach Bytom und leitete den Lehrstuhl und die Klinik für Kinderkrankheiten an der dortigen Medizinischen Akademie. Von 1948 bis 1951 war er dort Vizekanzler, ab 1950 der Medizinischen Akademie in Zabrze, und ab 1951 leitete er die pädiatrische Abteilung des Tuberkulose-Instituts in Otwock. Von 1951 bis 1961 war er Leiter der Tuberkulose-Abteilung des Instituts für Mutter und Kind in Warschau und später Direktor dieses Instituts.
Groër war Mitglied der Außerordentlichen Kommission zur Untersuchung von NS-Verbrechen. Er sagte 1946 auch vor dem Nürnberger Militärgerichtshof aus.

## Privates
Groër, der zuerst Musik studiert hatte, blieb den Künsten treu. Er war Vorsitzender der Gesellschaft der Musik- und Opernfreunde in Lemberg und Verwaltungsdirektor der Lemberger Oper (1931–1933) sowie Hobbyphotograph. 1954 wurde er ordentliches Mitglied des Verbands der polnischen Künstlerfotografen.
Seine Tochter Maria Groër (1920–2008) wurde gleichfalls Ärztin, sie wurde bekannt als Philatelistin

## Auszeichnungen
Im Warschauer Stadtteil Targówek wurde eine Straße nach Franciszek Groër benannt.

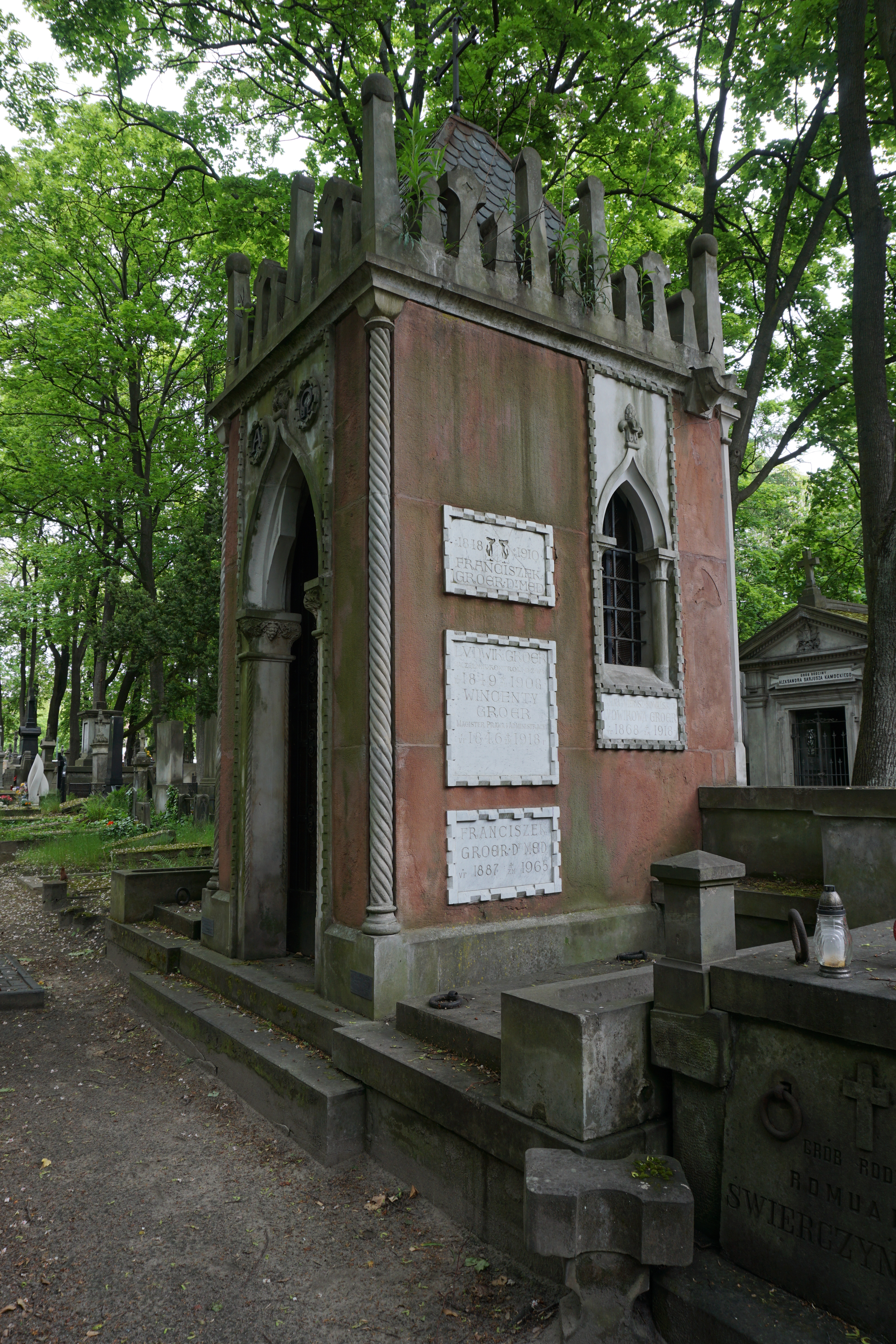
Familiengruft der Familie Groër auf dem Warschauer Powązki-Friedhof